# Dilophotriche
Dilophotriche là một chi thực vật có hoa trong họ Hòa thảo (Poaceae).

## Loài
Chi Dilophotriche gồm các loài: